# 코모 산조반니역
코모 산조반니역(이탈리아어: Stazione di Como San Giovanni)은 이탈리아 북부 롬바르디아 지역의 코모 시와 코무네를 연결하는 주요 역이다. 1875년에 개통된 이 철도는 밀라노-키아소 철도의 일부를 형성하며, 알바테-카메를 라타에서 남쪽으로 몇 킬로미터 떨어진 본선에서 분기되는 코모-레코 철도의 종점이기도 하다.
코모 산조반니는 키아소 행 노선의 마지막 이탈리아 역이라 국경 역의 기능을 수행한다. 그러나 스위스가 솅겐 협정에 가입한 2008년 이후 국경 검문은 이뤄지지 않았다.
역은 현재 RFI(Rete Ferroviaaria Italiana)에서 관리하고 있지만 여객 건물의 상업 지역은 센토스타지오니(Centostazioni)에서 관리하고 있다. 기차 서비스는 트레니탈리아에서 운영한다. 각 회사는 이탈리아 국영 철도 회사인 페로비에 델로 스타토 (FS)의 자회사이다.

## 개요
코모 산조반니역은 산 고타르도 광장(Piazzale San Gottardo)에 위치해 있으며 도심에서 서쪽으로 짧은 거리에 있다.
1875년 7월 27일 밀라노-키아소 철도의 알바테-코모 구간이 개통되면서 역이 개통되었다.
현재의 여객 건물은 제2차 세계대전이 끝난 후 파올로 펠릴리가 설계한 건물이다. 1949년에 개장했다. 2층의 벽돌 구조(이 중 1층만 여행자가 접근할 수 있음)는 중앙홀 내부의 많은 조명을 제공하는 유리벽으로 함께 연결된 3개의 구간으로 구성된다. 그것은 또한 역 마당을 향한 대피소에 부착된다.
역 구내에는 승객이 사용하는 4개를 포함하여 5개의 관통 트랙이 있다. 역 남쪽(레코 행의 종점으로 사용됨)에는 3개의 선착장 플랫폼이 있고, 북쪽에는 2개의 선착장 플랫폼이 있다.
여객 수송 전용 트랙 4개에는 각각 콘크리트 쉼터로 덮인 플랫폼이 있다. 플랫폼은 지붕이 있는 통로와 엘리베이터로 서로 연결되어 있다. 트랙 1은 주승강장과 마주보고 있고 트랙 2와 3은 섬 승강장과 마주하고 있다. 트랙4는 거의 사용되지 않지만, 트랙3과 4 사이의 작은 플랫폼을 통해 승객이 접근할 수 있다. 해당 플랫폼에 가려면 트랙 3을 건너야 한다.
북쪽에는 코모 철도 우체국과 연결되는 또 다른 선로가 있고, 남쪽에는 역과 화물 창고 및 관세청 본부를 연결하는 2개의 선로가 있다.
2008년에는 센토스타지오니(Centostazioni)와 RFI가 공동 자금을 지원한 역의 페이스 리프트 작업이 완료되었다. 이 프로젝트는 100만 유로의 비용이 들었고, 문화유산의 제약을 받았다. 보수공사에는 다음과 같은 것들이 포함되었다: 건물의 복원과 유지 보수, 여행자 전용의 새로운 사업 추가, 법적 요건에 대한 식물 적응, 건축 장벽 제거, 시각장애인을 위한 촉각 포장 설치, 공공 편의 시설 개조, 새로운 승강기 건설.
역에는 매년 약 150만 명의 승객이 이동한다.
코모 산조반니는 기차가 키아소에서 스위스로 진입하기 전 이탈리아 국경역이다. 2014년 12월 시간표 변경에 따라 유로시티 밀라노-취리히 열차 1대가 모든 서비스 대신 코모에 도착했다. 주요 목적지는 밀라노 중앙역, 밀라노 포르타 가리발디역, 몰테노, 레코, 알바테-카메르라타, 벨린초나 및 취리히 중앙역이다.
이 역은 밀라노 교외 철도 네트워크(밀라노 포르타 가리발디 - 키아소, 매시간)의 S11번 정류장이기도 하다.

## 운행편
2021년 12월 시간표 변경에 따라 다음 서비스는 코모 산조반니에서 정차한다.
- 유로시티 :
  - 취리히 중앙역과 볼로냐 중앙역, 제노바 피아자 프린치페역, 밀라노 중앙역 또는 베네치아 산타루치아역 사이를 하루에 10번 운행한다.

바젤 SBB와 밀라노 중앙역 또는 밀라노 포르타 가리발디역 사이를 하루에 두 번 운행한다.
- RE80 : 로카르노와 밀라노 중앙역 사이를 매시간 운행
- 레기오날레 : 몰테노까지 정기 운행, 레코까지 러시아워 운행.
- S10 : 비아스카까지 매시간 운행.
- S11 : 키아소와 밀라노 포르타 가리발디역 간 매시간 운행.
- S40 : 바레세까지 매시간 운행.

## 인터체인지
여객 건물 앞에는 작은 주차장과 택시 전화 번호를 나타내는 표지판이 있다.
광장에는 여객 건물 앞도 버스 터미널이 있다. 버스 서비스의 운영자는 SPT(Società Pubblica Trasporti, ASF Autolinee의 이름)로, 7.20에서 22.15 사이에 서비스를 운영한다. 버스의 주요 목적지는 Cernobbio, Moltrasio, Argegno, Menaggio, Dongo, San Fedele, Lanzo d'Intelvi, Torno, Asso, Bellagio, Palanzano, Cantù 및 Appiano Gentile이다.

## 세관
코모 산조반니는 세관 목적상 스위스에서 도착하는 승객을 위한 국경역이다. 세관 검사는 역에서 수행될 수 있다. 스위스가 2008년 솅겐 조약 지역에 합류하면서 체계적인 여권 심사가 폐지되었다.

## 같이 보기
- 롬바르디아주의 철도역 목록
- 이탈리아의 철도